# 첼레디불게리아
첼레디불게리아(이탈리아어: Celle di Bulgheria)는 이탈리아 캄파니아주 살레르노도에 위치한 코무네다.

## 역사
도시 이름은 중세시대 초에 이곳에 정착한 불가르인들의 이름을 따 지어졌다.

## 같이 보기
- 치렌토어
- 치렌토, 발로 디 디아노 국립공원